# Lego Indiana Jones 2: La Aventura Continúa
Lego Indiana Jones 2: La Aventura Continúa es un videojuego de 2009 desarrollado por Traveller's Tales y publicado por LucasArts. Es la secuela del juego de 2008, Lego Indiana Jones: The Original Adventures. El juego permite a los jugadores jugar las cuatro aventuras cinematográficas, Incluyendo la última película de la franquicia, Indiana Jones y el Reino de la Calavera de Cristal, que no fue incluida en el juego anterior. A pesar de ser etiquetada como una secuela, el juego contiene niveles de nuevo diseño para las cuatro películas. El juego está disponible en la Wii , Xbox 360 , PlayStation 3 , Nintendo DS , PlayStation Portable , Mac OS X y Microsoft Windows. El juego fue lanzado el 28 de abril de 2011 por Feral Interactive.

## Historia
El juego comienza en el Reino de la Calavera de Cristal Parte 1. Hay seis centros (Cazadores del Arca Perdida, El templo Maldito y La Última Cruzada) en total, con 5 niveles de modo historia en cada centro, 5 niveles de modo de tesoro, 5 niveles de bonificación, y un nivel de super bonificación (estas se desbloquean por completar el modo del tesoro y los niveles de bonificación).

## Recepción
El juego en general recibió críticas mixtas. GameTrailers dio al juego una puntuación de 7,0, citando como más repetitivo que los títulos anteriores y criticando la falta de funciones en línea para complementar los modos de edición, el modo cooperativo y el nivel. También criticaron el hecho de que la mitad del juego se basa en "la peor película de la serie". El IGN le dio 6.0 al juego, citando la falta de secretos en los niveles principales, así como el nuevo centro de cada película diciendo que es todo un lío, pero elogió a la banda sonora y la atracción duradera.